# Kritik av marknadsföring
Kritik av marknadsföring, innebär kritiskt tänkande gentemot den marknadsföring som individen, företag och samhället exponeras för. Denna kritik omfattar granskning och ifrågasättning av de aktiviteter (marknadsföring) ett företag utför på marknaden.

## Individen som konsument

### Höjda priser
Marknadsföringen påverkar den individuella konsumenten på många sätt. Ett sätt som konsumenten påverkas av är höjda priser. Anledningen till höjda priser för konsumenten kan bero på att ett företag väljer att sälja produkter till en återförsäljare. Återförsäljaren kan i sin tur höja priset på produkten för att få ut en högre marginal. Priserna kan även höjas genom reklam. Produkten kan vara dyrare än vad den är värd, men själva reklamen gör den värd priset. Reklamen ger ett psykologiskt värde till produkten och det gör i sin tur att kunder vill köpa den. Det kan också handla om att det tillkommer kostnader som är utöver värdet för varan.

### Bedrägligt beteende
Marknadsföringen kan påverka kunden genom bedrägligt beteende. Detta beteende innebär till exempel att konsumenten tror att de får varor av ett högre värde än vad det egentligen är. Det kan handla om att företag gör en prisminskning och använder ett felaktig och alldeles för högt utgångspris.
Detta handlar också om att man visar upp en felaktig bild av produktens funktioner, eller att man får konsumenterna att åka till butiken för att de sedan ska få reda på att produkten inte finns i lager. Detta beteende kan också handla om att man på något sätt ger en missvisande bild av produkten, till exempel genom att visa upp ett annat tyg än det som kommer ges, eller att ge en storleksguide som inte stämmer överens med hur produkten är.

### Högtrycks-försäljning
Detta handlar om att säljare försöker sälja på kunden saker som kunden egentligen inte är i behov av, vilket kallas högtrycks-försäljning. Säljarna vill öka försäljningen, dels för företaget, men också för att de själva tjänar mer desto mer de säljer. Enligt Kotler m.fl. anses inte denna metod som speciellt effektiv eftersom det istället handlar om att skapa en långvarig relation med konsumenten.

### Planerad inkurans
Planerad inkurans bygger på att företaget tillverkar en vara för att den ska vara obruklig tidigare än den egentligen borde. Detta genom att bland annat använda annat material som är mindre hållbart som gör att produkten går sönder tidigare än den bör. Det kan också handla om att locka konsumenten till köp genom att ständigt skapa nya modeller och försöka få konsumenten att köpa det nyaste på marknaden.

### Dålig service och "matöken"
Konsumenten påverkas också av marknadsföringen genom ”food deserts" eller "matöknar”. Det betyder att man försöker att inte lägga några stora kedjebutiker i vissa områden. Konsumenterna tvingas då handla i de mindre butikerna som tar ut mer pengar för samma varor. Skulle man sätta en kedjebutik i området bidrar det till att hålla priserna nere i samtliga affärer.

## Företaget som konsument
Ett företags marknadsföringsmetoder som kritiserats kan påverka och ta skada på andra företag. Kritik kan uppkomma genom att anskaffa konkurrenter och utföra marknadsföringsaktiviteter vilket skapar hinder för åtkomst till en marknad samt att ens marknadsföringsmetoder kan uppfattas som orättvisa.
Enligt kritiker kan konkurrens minska och andra företag ta skada när ett företag väljer att expandera och förvärva ett konkurrerande företag istället för att utveckla en egen produkt. Detta med förvärv är noga reglerat av regeringar då detta kan vara skadligt för företag.
Marknadsföringsmetoder som företag använder sig av kan hindra andra företag från att göra entré på nya marknader. Det som företag kan använda sig av är metoder som exempelvis binda upp leverantörer, driva ut konkurrenter, hålla återförsäljare utanför, massiva marknadsföringskostnader eller patenter vilket kan leda till omfattande kritik.
Marknadsföringsmetoder uppfattas som orättvisa när ett företag med avsikt förstör för andra företag. Exempel på orättvisa marknadsföringsmetoder är att avskräcka köp av konkurrenters produkter, hota att avbryta handel med leverantörer samt att sätta sina priser lägre än kostnaderna. Det finns lagar som är till för att förhindra detta. Att ett företag med uppsåt har använt en marknadsföringsmetod är svårt att bevisa.

## Samhället
Kritiker har hävdat att marknadsföring uppmanar till ett ökat behov för materiella ägodelar vilket leder till ett ohållbart samhälle. Kritikerna ser inte intresset för materiella ägodelar som ett naturligt sinnestillstånd utan snarare som en fråga om falska behov som skapats av marknadsföring. Marknadsförare skapar en tendentiös verklighet, där man uppnår det ideala livet med hjälp av materialistiska modeller. Således har marknadsförare skapat en oändlig cykel av massförbrukning baserat på en förvrängd tolkning av de mänskliga prioriteringarna.

## Medier
Medier såsom tv, radio, sociala medier och nyhetsblad fungerar som en plattform som sprider vidare uppmärksammad kritik vilket påverkar konsumenternas uppfattning. Ett exempel kan vara att ett företag använder sig av mediekanaler och förmedlar falsk marknadsföring av en produkt som inte stämmer överens om produktens utstyrsel och prestanda. Detta kan leda till att en individ, grupp eller organisation tar skada.
Studier visar att konsumenter undersöker om andra personers erfarenheter av köpta produkter eller tjänster på sociala medier innan de väljer vilken handelsvara eller tjänst som ska köpas oftare än vad marknadsförare tidigare trott. Detta leder till att kunden lättare får tillgång till kritik som påverkar köpsprocessen.